# Lợn Landrace Hà Lan
Lợn Landrace Hà Lan (tiếng Hà Lan: Nederlands Landras) là giống lợn tiêu chuẩn của lợn nhà có nguồn gốc ở Hà Lan. Loài này được phát triển từ vùng đất bản địa của lợn của khu vực, lai tạo với các chủng lợn khác từ các hạt lân cận. Lợn Landrace Hà Lan được coi là "giống heo thịt hiệu quả và năng suất cao". Loài này phản ứng bất thường với thử nghiệm halothane, có thể được sử dụng để loại bỏ các cá thể có khả năng sống sót thấp và sản xuất thịt.

## Số lượng
Lợn Landrace Hà Lan được tìm thấy chủ yếu ở phía nam, phía đông và phía bắc của Hà Lan. Văn phòng Centraal Voor de Varkensfokkerij ('Cục chăn nuôi lợn trung ương') ở Nijmegen, đóng vai trò là cơ quan đăng ký giống. Loài này được xuất khẩu, đặc biệt là đến Tây Ban Nha và Nhật Bản.

## Đặc điểm
Lợn Landrace Hà Lan tương tự như của các giống khác có tên là "Landrace" của châu Âu. Chúng có màu trắng và có đôi tai to và rủ xuống. Tuy nhiên, chúng có lưng rộng hơn và có bắp đùi nặng hơn một số chủng Landrace khác. Loài này có khả năng sinh sản cao và bản năng làm mẹ tốt.

## Lai giống
Loài lợn giống "Landrace" Hà Lan có nguồn gốc như tên gọi của nó, từ nguồn gốc của lợn nhà ở Hà Lan, cộng với việc lai giống được kiểm soát với lợn Landrace Đức và Lợn Landrace Đan Mạch.